# William Kvist
William Kvist Jørgensen (Rønde, Danska, 24. veljače 1985.) je danski umirovljeni nogometaš i bivši nacionalni reprezentativac. Može igrati kao obrambeni ili vezni igrač ali preferira poziciju središnjeg veznog.

## Karijera

### Klupska karijera
Kvist je nogomet počeo trenirati u dobi od pet godina za lokalni Thorsager Rønde IF da bi nakon dvije godine otišao u Kopenhagen gdje se igrački razvijao u mladoj momčadi KB-a. Uz nogomet je trenirao i rukomet tako da je 1997. bio kadetski prvak Danske u nogometu (KB) i rukometu (FIF).
2004. godine igrač prelazi u seniorsku momčad FC Kopenhagena u kojem je prvu utakmicu odigrao 23. travnja 2005. protiv Nordsjællanda. Svoj prvi gol za klub zabio je 22. listopada 2006. u pobjedi protiv Viborga za konačnih 3:0.
Tijekom sezone 2005./06. Kvist je uglavnom ulazio u igru kao rezerva, većinom kao lijevo krilo iako ga je trener znao koristiti i u obrani te veznom redu.
Nakon što je Lars Jacobsen, standardni desni bek kluba prodan njemačkom FC Nürnbergu u ljeto 2007., trener Ståle Solbakken je stavio Kvista na njegovu poziciju.
16. lipnja 2011. igrača kupuje bundesligaš VfB Stuttgart za nepoznati iznos dok je s Kvistom potpisan četverogodišnji ugovor.
U 2015. godini se vraća u svoj stari klub København.

### Reprezentativna karijera
William Kvist je nastupao za sve danske omladinske reprezentacije prije nego što je u siječnju 2007. debitirao za seniore u čijem dresu je odigrao tri neslužbene utakmice i to protiv SAD-a, Salvadora i Hondurasa.
Prvu službenu utakmicu za Dansku je odigrao u prijateljskom susretu protiv Irske, 22. kolovoza 2007.
Danski izbornik Morten Olsen uvrstio je igrača na popis reprezentativaca koji su sudjelovali na Svjetskom prvenstvu u Južnoj Africi 2010. i Euru 2012.

#### Pogoci za reprezentaciju
| #  | Datum               | Mjesto                                  | Protivnik | Pogodak | Rezultat | Natjecanje                          |
| -- | ------------------- | --------------------------------------- | --------- | ------- | -------- | ----------------------------------- |
| 1. | 16. listopada 2012. | Stadio Giuseppe Meazza, Milano, Italija | Italija   | 1 : 2   | 1 : 3    | Kvalifikacije za SP u Brazilu 2014. |

## Osvojeni trofeji

### Klupski trofeji
| Klub          | Trofej           | Sezona / godina |
| Danska        | Danska           | Danska          |
| ------------- | ---------------- | --------------- |
| FC Kopenhagen | Dansko prvenstvo | 2005./06.       |
| FC Kopenhagen | Dansko prvenstvo | 2006./07.       |
| FC Kopenhagen | Dansko prvenstvo | 2008./09.       |
| FC Kopenhagen | Danski kup       | 2009.           |
| FC Kopenhagen | Dansko prvenstvo | 2009./10.       |
| FC Kopenhagen | Dansko prvenstvo | 2010./11.       |

### Individualni trofeji
| Trofej                           | Godina |
| -------------------------------- | ------ |
| Najbolji igrač danskog prvenstva | 2010.  |
| Danski igrač godine              | 2010.  |
| Danski igrač godine              | 2011.  |

## Vanjske poveznice
- Profil igrača na web stranicama Danskog nogometnog saveza  Arhivirana inačica izvorne stranice od 6. listopada 2012. (Wayback Machine)
- Fussballdaten.de